# La forza dell'amore (album)
La forza dell'amore è un album del 1990 di Eugenio Finardi, registrato e mixato da Renato Cantele al Morning Studio di Milano.

## Descrizione
L'album è composto da riletture di vecchi brani dello stesso autore, alle quali sono stati aggiunti una cover (Una notte in Italia) ed un inedito che dà il titolo all'album. Le ragazze di Osaka era stata precedentemente reinterpretata da Alice nell'album Il sole nella pioggia (1989).
Contiene duetti con Rossana Casale (in Le ragazze di Osaka e Dolce Italia), Ivano Fossati (in Musica ribelle e Una notte in Italia), e Luciano Ligabue (in Soweto).

## Tracce
1. Extraterrestre - 4:38 (da Blitz)
2. La forza dell'amore - 4:26 (inedito)
3. Le ragazze di Osaka - 4:09 (con Rossana Casale) (da Dal blu)
4. Musica ribelle - 5:10 (con Ivano Fossati) (da Sugo)
5. Amore diverso - 5:19 (da Dal blu)
6. Patrizia - 3:13 (da Finardi)
7. Oggi ho imparato a volare - 3:05 da Sugo)
8. Soweto - 5:43 (con Luciano Ligabue) (da Dolce Italia)
9. Dolce Italia - 4:28 (da Dolce Italia)
10. Non è nel cuore - 3:28 (da Diesel)
11. Una notte in Italia - 4:08 (con Ivano Fossati) (vedi Ivano Fossati 700 giorni)
12. La radio - 1:41 (da Sugo)

## Formazione
- Eugenio Finardi – voce, batteria elettronica e programmazione
- Max Costa – batteria elettronica, programmazione, sequencer
- Fabrizio Consoli – chitarra acustica
- Paolo Costa – basso
- Gavin Harrison – batteria e percussioni
- Vittorio Cosma – pianoforte e tastiera, programmazione
- Demo Morselli – tromba
- Claudio Pascoli, Amedeo Bianchi – sax
- Giancarlo Parisi – zampogna